# Helium 3
Helium 3 (también escrito como Helium-3 y abreviado como He3 o He-3) es un sello discográfico inglés. Formado por banda de rock alternativo Muse en 2006, Helium 3 es un subdivisión de Warner Music Group, una de las 'cuatro grandes' compañías discográficas. Comenzando con el sencillo "Supermassive Black Hole", la disquera ha emitido comunicados de Muse desde 2006, trabajando a nivel internacional con Warner Bros. Records, A & E Records y las distintas disqueras regionales de Warner Music. 
El nombre de la discográfica se deriva de Helio-3, un raro isótopo del helio, gas noble que teóricamente podría utilizarse en el futuro para la producción de energía a través de la fusión.
| Año  | N.º de catálogo | Título                           | Edición            | Co-etiquetas                           | Refs.    |
| ---- | --------------- | -------------------------------- | ------------------ | -------------------------------------- | -------- |
| 2006 | HEL3001         | "Supermassive Black Hole"        | vinilo de 7"       | Solo Europa                            | [1][2]   |
| 2006 | HEL3001CD       | "Supermassive Black Hole"        | sencillo en CD     | Solo Europa                            | [1][2]   |
| 2006 | HEL3001DVD      | "Supermassive Black Hole"        | sencillo en DVD    | Solo Reino Unido                       | [1][2]   |
| 2006 | HEL3002CD       | Black Holes & Revelations        | álbum en CD        | WEA International Warner Bros. Records | [3][4]   |
| 2006 | HEL3002CDX      | Black Holes & Revelations        | álbum Digipak      | Warner Bros. Records Odyssey Records   | [3][4]   |
| 2006 | HEL3003         | "Starlight"                      | vinilo de 7"       | Solo Reino Unido                       | [5][6]   |
| 2006 | HEL3003CD       | "Starlight"                      | sencillo en CD     | Solo Europa                            | [5][6]   |
| 2006 | HEL3003DVD      | "Starlight"                      | sencillo en DVD    | Solo Reino Unido                       | [5][6]   |
| 2006 | HEL3004         | "Knights of Cydonia"             | vinilo de 7"       | Solo Reino Unido                       | [7][8]   |
| 2006 | HEL3004CD       | "Knights of Cydonia"             | sencillo en CD     | Solo Europa                            | [7][8]   |
| 2006 | HEL3004DVD      | "Knights of Cydonia"             | sencillo en DVD    | Solo Reino Unido                       | [7][8]   |
| 2007 | HEL3005         | "Invincible"                     | vinilo en 7"       | Solo Reino Unido                       | [9][10]  |
| 2007 | HEL3005CD       | "Invincible"                     | sencillo en CD     | Solo Reino Unido                       | [9][10]  |
| 2007 | HEL3005DVD      | "Invincible"                     | sencillo en DVD    | Solo Reino Unido                       | [9][10]  |
| 2007 | HEL3006         | "Map of the Problematique"[n. 1] | Descarga digital   | Solo Reino Unidos                      | [11]     |
| 2008 | HEL3007         | HAARP                            | CD+DVD             | WEA International Warner Bros. Records | [12][13] |
| 2009 | 825646874347    | "The Resistance"                 | álbum en CD        | Warner Bros. Records                   | [14]     |
| 2012 | 825646568802    | "The 2nd Law"                    | álbum en CD        | Warner Bros. Records                   | -        |
| 2013 | Unknown         | "Live at Rome Olympic Stadium"   | CD+DVD & CD+BluRay | Warner Bros. Records                   | -        |